# Omara Portuondo
Pour les articles homonymes, voir Portuondo.
Omara Portuondo Peláez est une chanteuse et danseuse cubaine née le 29 octobre 1930 à La Havane. Elle a collaboré avec de nombreux musiciens cubains importants au cours de sa longue carrière, dont Julio Gutiérrez, Juanito Márquez et Chucho Valdés. Bien que principalement connue pour son interprétation des boléros, elle a enregistré dans un large éventail de styles, du jazz au son cubain. Depuis 1996, elle fait partie du projet Buena Vista Social Club, fait de nombreuses tournées et enregistre plusieurs albums avec le groupe. Elle a remporté un Latin Grammy Award du meilleur album tropical contemporain en 2009 et Latin Grammy Lifetime Achievement Award en 2019, et elle a reçu trois nominations aux Grammy Awards.

## Biographie
Sa mère est née dans une riche famille espagnole et aurait dû se marier avec un homme de sa caste sociale, mais elle épousa un joueur de baseball cubain noir. Outre la pauvreté, la famille Portuondo Peláez a dû lutter contre le racisme de l'époque où un mariage entre Noirs et Blancs n'était pas toléré, encore moins lorsque l'un des époux venait d'esclaves et l'autre d'Espagnols fortunés.
Omara est née dans le quartier de Cayo Hueso à La Havane, cadette de trois frères et sœurs. Elle apprend la musique à la maison, où elle écoute les duos de ses parents à qui « la nature a fait le don d'entendre » et chante ses chansons préférées, telles que La Bayamesa d'Ernesto Grenet et Sindo Garay (également interprétée par Compay Segundo au Buena Vista Social Club). Il s'agit de ses premières leçons de chant informelles, et ces chansons sont devenues une partie de son répertoire de toujours.
Omara Portuondo a débuté dans la station de radio de La Havane, Radio Cadena Habana, où elle obtint quelques Prix.
Avant de se consacrer à la chanson, Omara a tenté sa chance, par hasard, dans le monde de la danse, suivant les traces de sa sœur Haydee, qui faisait partie de la prestigieuse compagnie de Cabaret Tropicana. Elle intègre les show d’Alberto Alonso, du Café Rodney au Cabaret Tropicana, de Joaquín Riviera (es) « Diluvio Musical » du Cabaret parisien à l'Hotel Nacional de Cuba, l’orchestre féminin « Anacaona » (dont le nom fait référence à Anacaona), Loquibambia de Frank Emilio Flynn, le Cuarteto de Orlando de La Rosa.
En 1952 elle intègre le Cuarteto d'Aida (en), avec sa sœur Haydée, Elena Burke (es) et Moraima Secada Ramos (es), sous la direction de la pianiste Aida Diestro (en).
Elle enregistre un premier album solo, Magia Negra, enregistré pour le label cubain Velvet en 1959. En 1967, elle quitte le groupe et se lance dans une carrière solo qui la conduira à l'Olympia de Paris et au Carnegie Hall de New York.
Elle est à l'aise dans tous les genres musicaux : le son cubain, le filin, le boléro, la chanson lyrique, le jazz…
Juan Formell (de Los Van Van) lui a écrit Y Tal Vez, et Adalberto Alvarez l'accompagne sur tout un album consacré au répertoire du son cubain, en 1984.
En 1996, elle participe au collectif Buena Vista Social Club.
Elle interprète Sin ti no soy avec le groupe Síntesis.
En 2019, elle réalise sa dernière tournée.

## Prix
- 1988 : Médaille Alejo Carpentier
- 2002 : Ordre « Félix Varela »
- 2019 : Médaille d'or du mérite des beaux-arts, décernée par le Ministère de la Culture espagnol[7]

## Discographie partielle
- 1958 Magia Negra

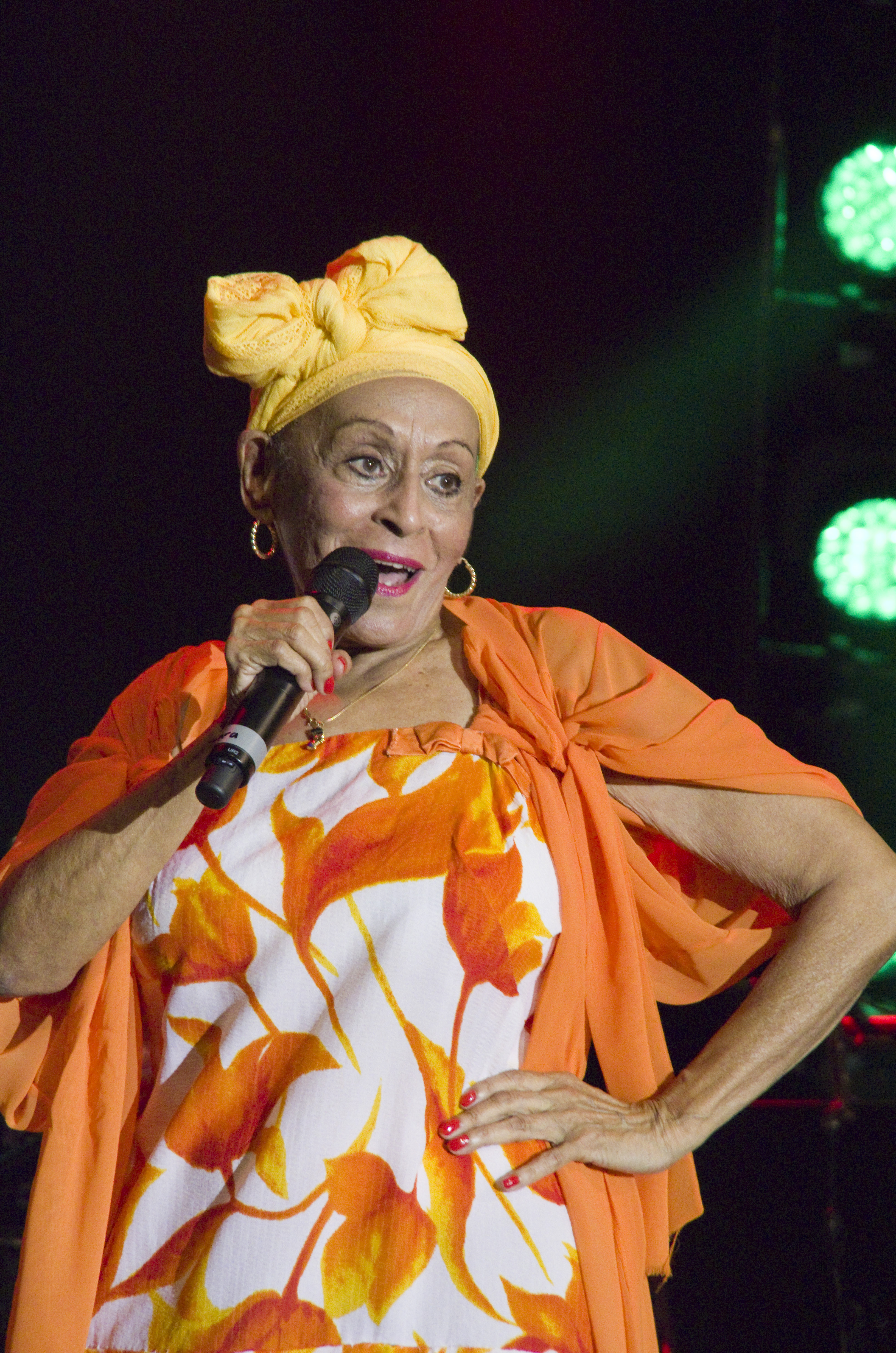
Omara Portuondo sur scène à Fribourg-en-Brisgau en 2015.

- 1966 Como un milagro, avec J. Márquez y su banda
- 1967 Esta es Omara Portuondo
- 1967 Omara Portuondo
- 1974 Omara Portuondo y Martín Rojas (enregistré en Finlande)
- 1981 Y tal vez
- 1983 Omara Portuondo
- 1984 Jorrín, avec Tito Bermúdez, Omara y Farah
- 1984 Omara Portuondo canta el son
- 1991 Soy cubana
- 1995 Pensamientos
- 1995 Omara Portuondo, avec Adalberto Alvarez
- 1995 Cuarteto Las D’Aida (réédition d'un album de 1957)
- 1995 Palabras (enregistré en Espagne)
- 1996 Amigas, avec Moraima Secada et Elena Burke
- 1997 La novia del Feeling
- 1997 Desafíos, avec Chucho Valdés (d'Irakere)
- 2000 Buena Vista Social Club presents Omara Portuondo (WCD059)
- 2000 Omara Portuondo - La colección cubana
- 2000 Veinte años : Contient entre autres Quizas, quizas, quizas (Edenways)
- 2006 Flor de amor : Contient le titre "Amor de mis amores". (Harmonia Mundi)
- 2006 Lagrimas negras - canciones y boleros
- 2008 Omara Portuondo e Maria Bethania

### Collaborations
- 1994 : Anticipo flamenco, Patita negra
- 1995 : A María Teresa Vera, avec Martirio, A. Fragoso, Jackeline Castellanos etc. (enregistré en Espagne)
- 1995 : Marcelino Guerra "Rapindey" (enregistré en Espagne)
- 1996 : Havana nights, avec Juana Bacallao, Caridad Hierrezuelo...
- 1997 : Cómo es posible, Yohiro Hiroishi
- 1997 : Cuba! Cuba! light, avec Los Van Van, Irakere, Alvarez
- 1997 : Buena Vista Social Club (World Circuit WCD050)
- 1997 : Buena Vista Social Club presents Ibrahim Ferrer (WCD055)
- 1999 : Richard Egües & Friends
- 1999 : Havana Café, Barbarito Torres
- 1999 : La charanga eterna, Orquesta Aragón
- 1999 : Distinto diferente, Afro Cuban All Stars
- 2006 : Rhythms Del Mundo : pour
  - la piste 8, Killing Me Softly - (reprise de Roberta Flack, déjà reprise par The Fugees)
  - et le titre bonus, Casablanca (As time goes by), en duo avec Ibrahim Ferrer.